# Глизе 676
Глизе 676 (англ. Gliese 676) — широкая двойная система 10 звёздной величины в созвездии Жертвенника. Находится на расстоянии около 54 световых лет от Солнца.
Состоит из двух красных карликов, разделённых расстоянием как минимум 800 а. е. при орбитальном периоде более 20 тысяч лет.
В 2009 году на орбите вокруг главного компонента был обнаружен газовый гигант, подтверждение это наблюдение получило в 2011 году; второй газовый гигант был обнаружен в 2012 году наряду с двумя меньшими планетами.

## Планетная система
Первая открытая планета, Глизе 676 A b, является супер-юпитером; впервые была описана в октябре 2009 года. Обнаружение планеты формально было анонсировано в 2011 году, наряду с первым обнаружением тренда, который невозможно было приписать звезде-компаньону. Даже после вписывания в наблюдения планеты и тренда отмечалось, что остаточные скорости всё же имели величины около 3,4 м/с, значимо превышая ошибки наблюдений (примерно 1,7 м/с). Был сделан вывод о существовании других тел на орбите вокруг звёзд, но к тому моменту ничего более подробно нельзя было сказать.
Звезда послужила тестовым объектом для программного обеспечения HARPS-TERRA, позволяющего провести более точную редукцию данных спектрометра HARPS в начале 2012 года. Даже при существенно меньшем уровне ошибок в данных для использования оказалось доступно меньше данных, чем в 2011 году. Всё же группа исследователей пришла к похожему выводу, как и группа предшественников, использовавшая модель планеты и тренда. Остаточные скорости также оказались избыточными, что укрепило предположение о существовании дополнительных объектов в системе.
Между временем предыдущего анализа и июнем 2012 года были опубликованы оставшиеся данные о измерении лучевых скоростей, что позволило провести редукцию с помощью HARPS-TERRA. Данные были проанализированы с помощью байесовского подхода, ранее применявшегося при открытии HD 10180 i и HD 10180 j, подтвердившего наличие планеты b и давшего первые сведения о планете Глизе 676 A c. После того, как были выявлены первые два сигнала от планет, был обнаружен третий мощный сигнал с периодом 35,5 дней и вероятностью ложного сигнала 0,156. После создания 104 модельных сигналов, вероятность ложного сигнала была снижена до 0,44 %. При минимальной массе около 11 масс Земли планета располагается на предполагаемой границе между суперземлями и газовыми планетами, подобными Нептуну. После подтверждения третьего сигнала стал выявляться пик с периодом 3,6 дней. Вероятность ложного сигнала оказалась пренебрежимо малой, оценка массы планеты составляет 4,5 массы Земли.
Система по состоянию на 2018 год является рекордсменом по различию масс планет внутри одной планетной системы, также по распределению массы система напоминает Солнечную: газовые гиганты находятся на большем расстоянии от звезды, чем более маленькие объекты.
В планетной системе есть два суперюпитера: компонент Глизе 676 A b с периодом 1052 дня (2,9 года) и минимальной массой 6,7 MJ, и Глизе 676 A c с периодом 7340 дней (20,1 года) и массой 6,8 MJ.
| Планета | Масса           | Большая полуось орбиты(а. е.) | Период обращения (дней) | Эксцентриситет орбиты |
| ------- | --------------- | ----------------------------- | ----------------------- | --------------------- |
| d       | ≥ 4,4 ± 0,7 ME  | 0,0413 ± 0,0014               | 3,6000 ± 0,0008         | 0,15 ± 0,09           |
| e       | ≥ 11,5 ± 1,5 ME | 0,187 ± 0,007                 | 35,37 ± 0,07            | 0,24 ± 0,12           |
| b       | 6,7 MJ          | 1,80 ± 0,07                   | 1052                    | 0,328 ± 0,004         |
| c       | 6.8 MJ          | 5.2                           | 7340                    | 0.2                   |